# Еда Зекірі
Еда Зекірі (1 січня 2004) — косовська плавчиня.
Учасниця Олімпійських Ігор 2020 року, де в попередніх запливах на дистанції 400 метрів вільним стилем посіла 24-те місце і не потрапила до півфіналів.